# Людвіг Ойген (герцог Вюртембергу)
Людвіг II Ойген Йоганн (нім. Ludwig Eugen Johann; 6 січня 1731 — 20 травня 1795) — 13-й герцог Вюртембергу в 1793—1795 роках.

## Життєпис
Походив з Вюртемберзького дому, Штутгарт-Віннентальської гілки. Третій син Карла I Александра, герцога Вюртембергу, та Марії Августи Турн-унд-Таксіс. Народився 1731 року в Франкфурті-на-Майні.
З 1741 року разом із братами Карлом II і Фрідріхом здобував освіту при дворі прусського короля Фрідріха II. 1743 року стає полковником кавалерії та начальником драгунського полку № 2. Брав участь у Сілезьких війнах.
У 1749 році вступив на службу до французького короля Людовика XV, де очолив німецький кінний полк. У 1756 році з початком Семирічної війни захопив острів Менорка, що належав Великій Британії. За це отримав звання генерал-лейтенанта. 1767 року приєднався до австрійської армії, в складі якої брав участь у битвах Семирічної війни.
1762 року оженився з представницею шляхетського роду фон Байхлінген, пішов з військової служби. Займався літературою, філософією. Починає жваве листування з Жаном-Жаком Руссо, яким захоплюється. Він відхилив пропозицію Руссо, щоб його дочок виховувала гувернантка, оскільки бажав, щоб це робила власне дружина.
1790 року купив замок у місті Васерос поблизу Альценау (Франконія), де був замок у стилі рококо. 1793 року після смерті брата Карла II стає новим герцогом Вюртембергу. Намагався реформувати освіту Вюртембергу за ідеями Руссо. Помер 1795 року в Людвігсбурзі від інсульту. Йому спадкував молодший брат Фрідріх II.

## Родина
Дружина — Софія Альбертина фон Байхлінген.
Діти:
- Софія Антуанетта (1763—1775)
- Вільгельміна Фрідеріка Єлизавета (1764—1817), дружинна Крафта Ернста фон Еттінген-Валлерштайна
- Генріетта Шарлотта Фрідеріка (1767—1817), дружина Карла фон Гогенлое-Вальденбург-Ягстберг